# Dorfbeuern
Dorfbeuern è un comune austriaco di 1 529 abitanti nel distretto di Salzburg-Umgebung, nel Salisburghese.